# Caltavuturo
Caltavuturo (Cartavuturu in siciliano) è un comune italiano di 3 374 abitanti della città metropolitana di Palermo in Sicilia.
È incluso nel Parco delle Madonie e nell'entroterra della valle di Himera. Sovrastato dalla Rocca di Sciara, è un centro nato come antica roccaforte in periodo presumibilmente bizantino, che vide nel corso dei secoli svariate dominazioni. Gli abitanti prendono il nome di caltavuturesi (cartavutrisi in siciliano).

## Storia

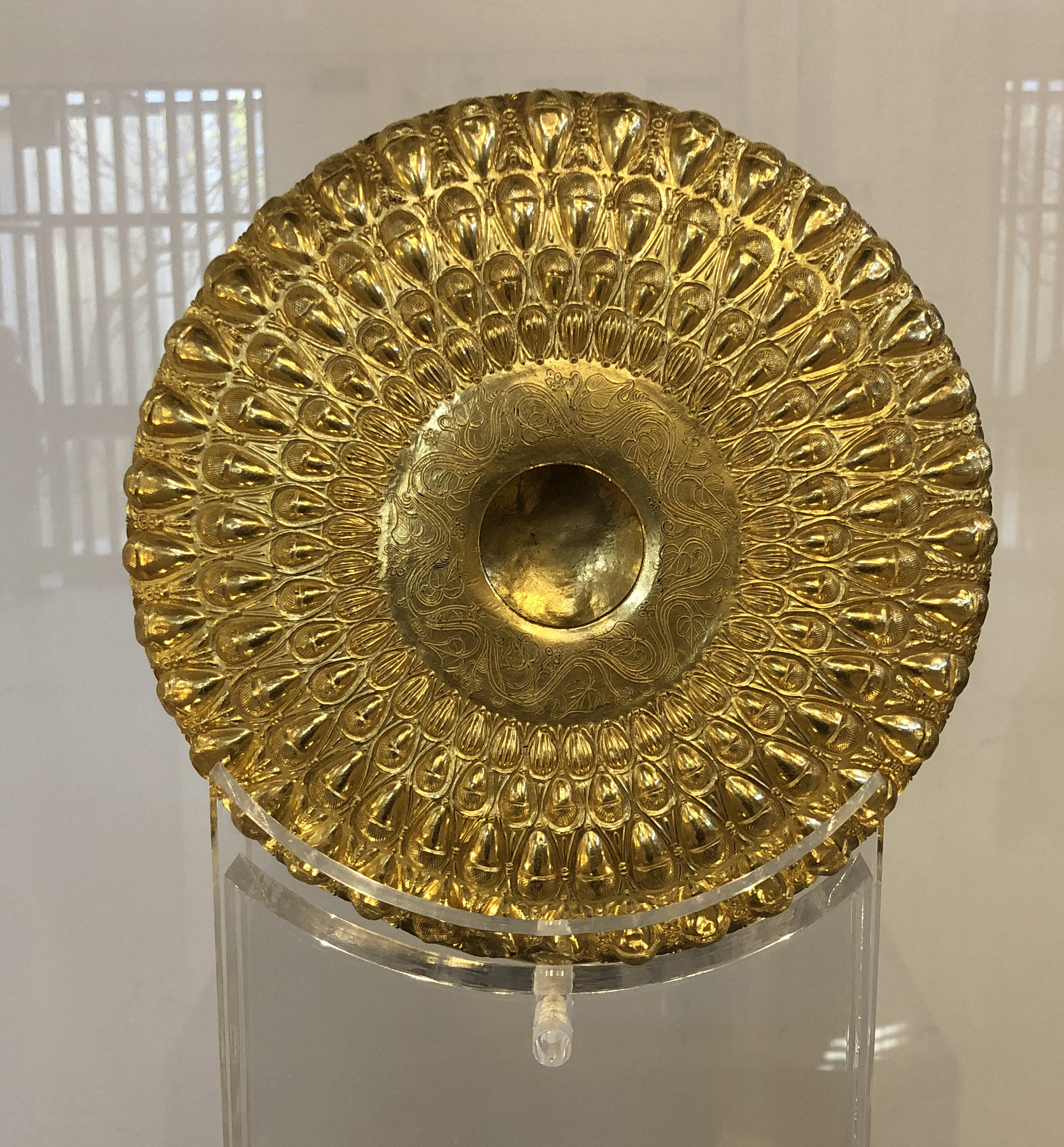
Phiale aurea ritrovata a Caltavuturo

In un passo di Diodoro Siculo, parlando di scontri armati avvenuti attorno al 306 a.C. tra Agatocle e Dinocrate, si cita il monte Gorgium e il centro di Ambica: il primo sarebbe identificabile con la montagna sopra Caltavuturo, mentre il secondo corrisponderebbe all'odierno centro abitato di Sclafani Bagni (entrambi centri facenti peraltro parte della valle di Himera). Interessante come, nei pressi di tale zona, vi sia una pianura chiamata dai caltavuturesi "chiana chianta", da alcuni studiosi tradotto come "pianta piana" (ossia semplicemente "pianura"); secondo altre interpretazioni, invece, significherebbe "piana del pianto", in memoria di un'antica e atroce battaglia combattuta presso tale luogo (di cui peraltro narrano anche i miti locali). Tale elemento apre spiragli alla possibilità di un'origine ben più antica di quella risalente all'epoca bizantina, tuttavia senza alcuna prova certa.
La data del primo insediamento è persa nel tempo, ma i primi reperti di certa datazione possono essere collocati nel periodo bizantino, tra il VI ed il VII secolo con il comandante bizantino Giorgio Maniace, Principe e Vicario dell'Imperatore di Costantinopoli discendente dalla famiglia Imperiale di Bisanzio.
Secondo alcuni studiosi il nome e l'origine della città vengono fatti risalire alla dominazione araba: il nome deriverebbe dalla parola araba Qal‘at Abī l-Thawr (roccaforte di Abū Thawr), dal nome del condottiero musulmano che se ne insignorì; tuttavia tale versione presenta incongruenze di genere storico.
Secondo altri pareri, invece, deriva dalla parola araba "qal‘at" (rocca) e da quella siciliana "vuturu / vuturuni" (avvoltoio / grifone) andando così a prendere il significato di "Rocca dell'Avvoltoio", rapace endemico e tuttora presente nel territorio (avvoltoio fulvo). Facendo fede a questa seconda versione, lo stemma del paese rappresenta una torre medievale con un grifone appollaiato sulla stessa.
Nei pressi dell'attuale paese, secondo lo storico Ibn al-Athir, nell'811/812 d.C. avvenne una battaglia tra le forze bizantine e quelle aghlabite, durante la conquista islamica della Sicilia.
Durante la dominazione normanna il paese appartenne alla famiglia del conte Ruggero; e sotto gli Svevi fu concesso ai Ventimiglia, a cui si succedettero varie famiglie sino al XVI secolo.
Nel 1550 alcuni degli abitanti si trasferirono fuori dalla cinta muraria, a quota inferiore rispetto al terrazzo roccioso della "Terravecchia", sede del nucleo originario.
Il 20 gennaio 1893, durante la rivolta dei fasci siciliani 500 contadini che avevano occupato alcune terre in maniera simbolica vennero dispersi da soldati e carabinieri, tredici manifestanti furono uccisi durante gli scontri.

## Monumenti e luoghi d'interesse
- IX secolo, Castello di Terravecchia, eretto su una precedente costruzione araba. Ruderi ben visibili sulla rocca sovrastante il paese.
- XVI secolo, Chiesa Madre o Chiesa dei Santi Apostoli Pietro e Paolo, con opere dei Gagini[7] e di Giuliano Mancino.[8]
- Gole di Gazzara.
- Monte Riparato.
- Terravecchia.
- Rocca di Sciara.
- Cozzo Rosso.
- "i mannari", ovili in pietra alle pendici della Terravecchia, segno delle prime migrazioni a valle della popolazione (tuttora in uso a scopo bucolico).
- XII secolo, Chiesa del Santissimo Salvatore o "chiesa del Casale" del periodo Ruggeriano.
- Chiesa di Santa Maria La Nova detta La Badia.
- XVII secolo, chiesa di Santa Maria di Gesù e convento dell'Ordine dei frati minori riformati su Piazza San Francesco, costruzione all'interno della quale è custodito il Crocifisso ligneo è opera di frate Umile da Petralia.[9]
- Chiesa delle Anime Sante
- Cappella del Cimitero
- Chiesa dell'Immacolata
- Chiesa di Maria Santissima Annunziata (San Giuseppe)
- Chiesa di San Ciro
- Chiesa di San Gaetano
- Chiesa di Sant'Agostino (Collegio)

## Cultura

### Feste religiose
Festeggiamenti in onore della Patrona, Maria Santissima del Soccorso, di San Calogero, di San Giuseppe, del SS. Crocifisso, del SS Sacramento, della Madonna del Carmelo, di Santa Lucia.

### Manifestazioni
- Festival del Folklore: rassegna folkloristica internazionale. Si svolge ogni anno durante la seconda settimana di agosto, presso il teatro comunale all'aperto.
- Fungo Ferla Fest: sagra con degustazione e vendita di funghi autoctoni (selvatici e coltivati), formaggi, salumi e altri prodotti tipici.
- Notte Bianca: in alcune delle sue edizioni ha visto un'affluenza tale da collocarla tra le Notti Bianche più importanti su scala nazionale.[senza fonte]

## Amministrazione
Di seguito è presentata una tabella relativa alle amministrazioni che si sono succedute in questo comune.
| Periodo          | Periodo          | Primo cittadino                               | Partito                            | Carica                              | Note   |
| ---------------- | ---------------- | --------------------------------------------- | ---------------------------------- | ----------------------------------- | ------ |
| 23 Giugno 1989   | 23 Marzo 1990    | Vincenzo Meli                                 | Democrazia Cristiana               | Sindaco                             | [ 10 ] |
| 23 Marzo 1990    | 16 Luglio 1990   | Gregorio Giuseppe Castiglia                   | Democrazia Cristiana               | Sindaco                             | [ 10 ] |
| 16 Luglio 1990   | 7 Dicembre 1993  | Francesco Giuseppe Giannopolo                 | Democrazia Cristiana               | Sindaco                             | [ 10 ] |
| 7 Dicembre 1993  | 1º Dicembre 1997 | Domenico Giannopolo                           | Partito Democratico della Sinistra | Sindaco                             | [ 10 ] |
| 1º Dicembre 1997 | 8 Ottobre 2001   | Domenico Giannopolo                           | lista civica                       | Sindaco                             | [ 10 ] |
| 8 Ottobre 2001   | 23 Giugno 2003   | Clara Baffi Mario Mautone Salvatore Caccamo   |                                    | Commissione straordinaria Antimafia | [ 10 ] |
| 23 Giugno 2003   | 15 Giugno 2004   | Clara Baffi Mario Mautone Gaetano Cirringione |                                    | Commissione straordinaria Antimafia | [ 10 ] |
| 15 Giugno 2004   | 9 Giugno 2009    | Domenico Giannopolo                           | lista civica                       | Sindaco                             | [ 10 ] |
| 9 Giugno 2009    | 31 Marzo 2010    | Domenico Giannopolo                           | lista civica                       | Sindaco                             | [ 10 ] |
| 31 Marzo 2010    | 1º Giugno 2010   | Pietro Tramuto                                |                                    | Commissario Straordinario           | [ 10 ] |
| 1º Giugno 2010   | 2 Giugno 2015    | Calogero Giuseppe Lanza                       | lista civica                       | Sindaco                             | [ 10 ] |
| 1º Giugno 2015   | 6 Ottobre 2020   | Domenico Giannopolo                           | lista civica                       | Sindaco                             | [ 10 ] |
| 6 Ottobre 2020   | In carica        | Salvatore Di Carlo                            | lista civica                       | Sindaco                             | [ 10 ] |

## Clima
| Caltavuturo         | Mesi | Mesi | Mesi | Mesi | Mesi | Mesi | Mesi | Mesi | Mesi | Mesi | Mesi | Mesi | Stagioni | Stagioni | Stagioni | Stagioni | Anno |
| Caltavuturo         | Gen  | Feb  | Mar  | Apr  | Mag  | Giu  | Lug  | Ago  | Set  | Ott  | Nov  | Dic  | Inv      | Pri      | Est      | Aut      | Anno |
| ------------------- | ---- | ---- | ---- | ---- | ---- | ---- | ---- | ---- | ---- | ---- | ---- | ---- | -------- | -------- | -------- | -------- | ---- |
| T. max. media (°C)  | 10   | 10,5 | 12,2 | 14,9 | 19,9 | 24,5 | 27,5 | 27,6 | 24,2 | 19,2 | 15,0 | 11,4 | 10,6     | 15,7     | 26,5     | 19,5     | 18,1 |
| T. min. media (°C)  | 5,2  | 5,0  | 6,2  | 8,2  | 12,2 | 16,2 | 19,0 | 19,5 | 17,0 | 13,2 | 9,6  | 6,8  | 5,7      | 8,9      | 18,2     | 13,3     | 11,5 |
| Precipitazioni (mm) | 66   | 54   | 46   | 40   | 23   | 8    | 7    | 15   | 37   | 75   | 68   | 69   | 189      | 109      | 30       | 180      | 508  |

## Società

### Evoluzione demografica
Abitanti censiti

## Infrastrutture e trasporti
Il comune è interessato dalle seguenti direttrici stradali:
- .dell'Etna e delle Madonie